# Kathina
Kathina o barrilet de pólvora (en malaiàlam കതിനാവെടി) és un instrument per fer explotar pólvora habitual en la pràctica ritual de la majoria de temples de Kerala. S'omple el recipient metàl·lic del petard amb pólvora i s'hi cala foc.

## Construcció
Els morters són fabricats amb acer i fusta. Primer, es fa un tauló de fusta en forma de drap. A continuació, es tritura la pólvora i es barreja. Això es lliga amb un clau i després es lliga amb fil. Aleshores, quan s'encén, es trenca.
A la majoria de parts de Kerala, s'utilitzen kathinakuttis d'acer. Els petards estan fets de varetes d'acer, d'uns 20 cm d'alçada i 10 cm de diàmetre, amb un forat al centre ple de focs artificials, i la part superior de la vareta s'omple de pols de maó i segella. Les peces de fusta o de bambú s'utilitzen per colpejar la pólvora en varetes d'acer. La fusta s'utilitza per evitar que es formin espurnes a causa de la fricció. El forat al centre del pom de la porta tindrà un altre petit forat a la part inferior del passador. La metxa es fa passar per aquest forat a l'espelma. Així, quan un lluminós ple de pólvora a la part inferior i pols de maó a la part superior s'encén des de la metxa inferior, la pólvora es crema. La pols de maó a la part superior no deixa escapar els gasos produïts per aquest. A causa d'això, la pols de maó s'expulsa amb força del forn a causa de la pressió dins del forn. El so és similar a quant rebenta una porta.

## Temples de Kerala on l'ús de Ketvazhipad és important
- Temple Bhootamman, el temple del tir
- Temple Attukal Bhagavathy
- Temple Karikakkam Chamundi
- Temple Chirayinkeezhu Sarkaradevi
- Temple Kollam Puthiyakavu
- Sabarimala Dharmashasthakshetra
- Temple Thuravoor Maha
- Temple Chottanikkara Bhagavathy
- Temple de Tripunithura Puthiyakavu
- Temple Muvattupuzha Puzhakkarakkavu Bhagavathy
- Temple Ernakulam Shiva
- Temple Kodungallur Sree Kurumba Bhagavathy
- Temple Swamy Kuzur Sree Subramanya
- Temple Irinjalakuda Koodalamanyam
- Temple Triprayar Sri Rama Swamy
- Temple Chelakkara Anthimahakalankavu
- Temple Vadakkanthara Thirupuraikkal Bhagavathi
- Temple Angadipuram Thirumandhamkunnu Bhagavathi
- Temple Kappattukavu Deivathar

## Galeria

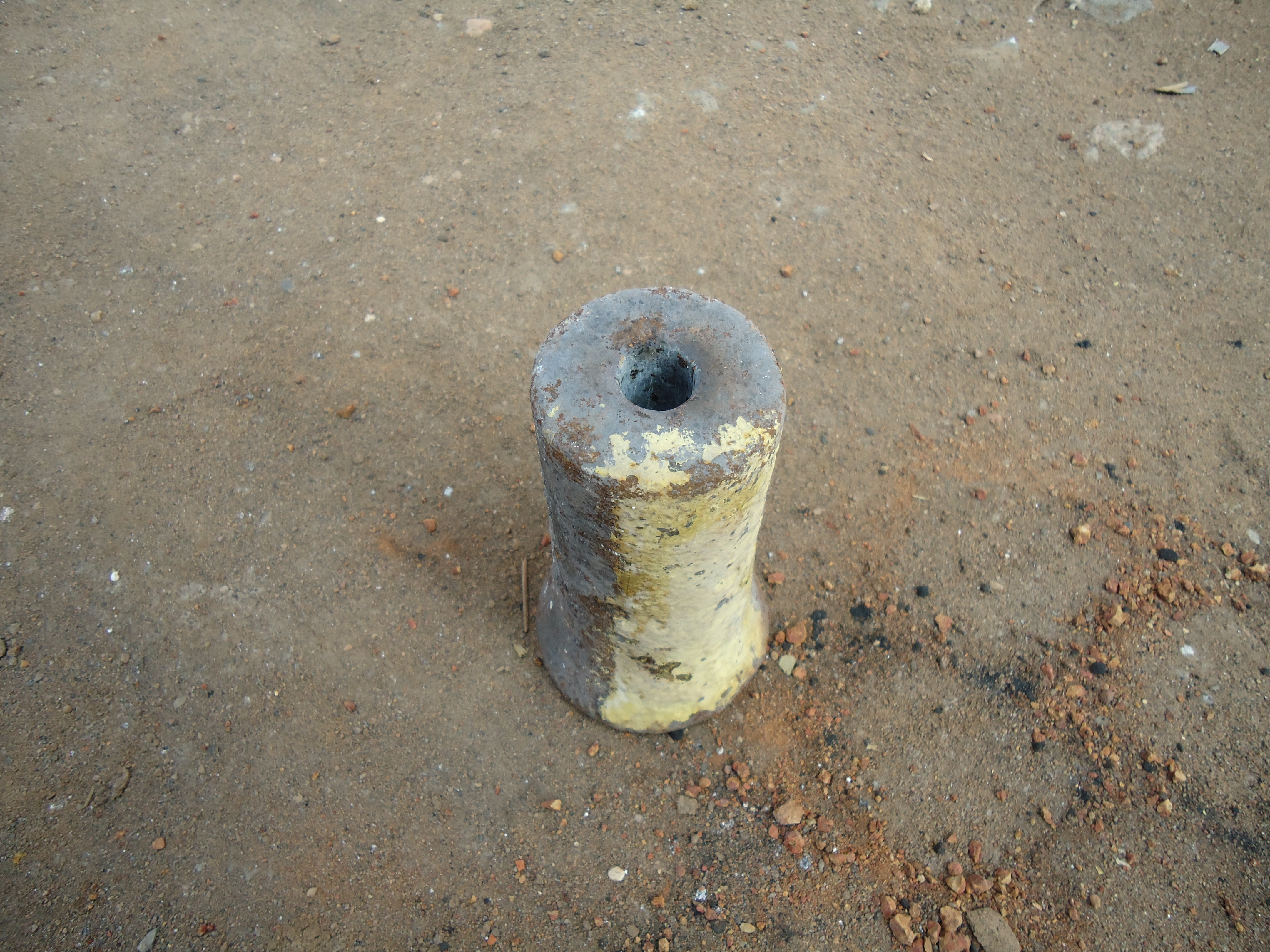
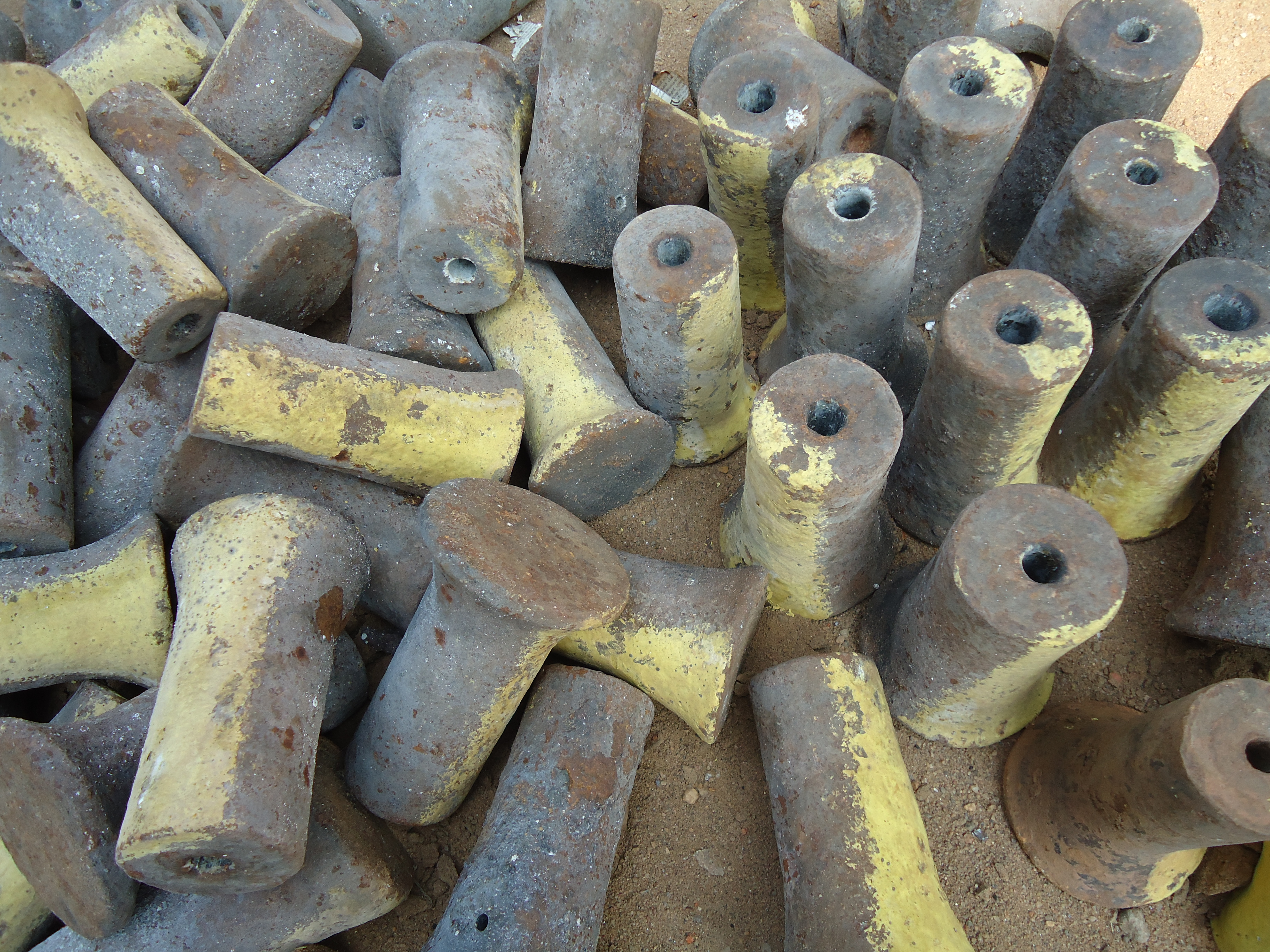